# 36 Capricorni
36 Capricorni (36 Cap / b Capricorni / HD 204381) es una estrella en la constelación de Capricornio.
De magnitud aparente +4,50, se encuentra a 171 años luz del sistema solar.
No tiene nombre propio, pero en la astronomía china era conocida como Jin (晉) o Tsin —antiguo estado feudal de China—, título también utilizado para designar a θ Capricorni.
36 Capricorni es una gigante naranja de tipo espectral K0III con una temperatura efectiva de 5100 K.
Es semejante a otras conocidas gigantes del cielo nocturno tales como Pólux (β Geminorum), Menkent (θ Sagittarii) o Nash (γ2 Sagittarii).
Su luminosidad es 51 veces superior a la del Sol y gira sobre sí misma con una velocidad de rotación proyectada de 5,74 km/s.
Con una masa 2,5 veces mayor que la masa solar, su edad estimada se cifra en 600 millones de años.
36 Capricorni tiene una metalicidad prácticamente igual a la del Sol ([M/H] = -0,01).
Las abundancias relativas de diversos elementos como hierro, calcio, silicio, titanio, níquel y vanadio son también muy similares.
Sólo el nivel de aluminio es algo más bajo que el solar.